# Gerald Balfour, 4. Earl of Balfour
Gerald Arthur James Balfour, 4. Earl of Balfour (* 23. Dezember 1925 in Haddington; † 27. Juni 2003 in Haddington), war ein schottisch-britischer Peer und Politiker der Conservative Party.

## Leben und Karriere
Balfour war der ältere Sohn des Robert Balfour, 3. Earl of Balfour (1902–1968), aus dessen Ehe mit Jean Lily West Roundel Cooke-Yarborough (1900–1981). Er besuchte das Eton College. Als Heir apparent seines Vaters führte er von 1945 bis 1968 den Höflichkeitstitel Viscount Traprain.
Während des Zweiten Weltkriegs diente er in der britischen Handelsmarine, zunächst als Master Mariner auf der HMS Conway. Nach dem Krieg betätigte er sich in der landwirtschaftlichen Bewirtungschaftung der Ländereien seiner Familie um den Familiensitz Whittingehame Tower in Haddington, East Lothian. 1960 wurde er ins County Council von East Lothian gewählt und hatte dieses Mandat bis 1974 inne.
Balfour war Präsident der Cape Horners. In den späten 1960er Jahren war er Vorstand (Chairman) eines schottischen Mineralwasserunternehmens. Im Juni 1969 wurde er Vorstand des Stahldrahtherstellers Bruntons, trat aber bereits nach acht Monaten zurück.
Er meldete sich auch über Leserbriefe im Daily Telegraph zu Wort. In den 1970er Jahren kritisierte er die Wohnpolitik der Regierung von Harold Wilson.

## Mitgliedschaft im House of Lords
Beim Tod seines Vaters im November 1968 erbte er dessen Adelstitel als 4. Earl of Balfour und 4. Viscount Traprain, und den damals damit verbundenen Sitz im House of Lords.
Als Legastheniker musste er häufiger ein Wörterbuch konsultieren und stellte Schreibfehler in Gesetzesvorlagen fest. Bei einer Gelegenheit brachte er 53 Einwände vor, hauptsächlich wegen Tipp- und Rechtschreibfehlern. 50 davon wurden akzeptiert und der Entwurf zurückgezogen.
Er sprach über die Bodenerosion im Mittleren Osten und rief die Regierung dazu auf, israelische Politiker zum Kampf dagegen in Anspruch zu nehmen.
Während einer seiner letzten Debatten sagte er, dass es nicht Angelegenheit der Lords sei, der schottischen Devolution zu widersprechen, da dafür gestimmt wurde. Allerdings bräuchte der Gesetzentwurf Verbesserungen.
Seinen Sitz verlor er schließlich mit dem House of Lords Act 1999.

## Familie
Balfour heiratete am 14. Dezember 1956 Natasha Georgina Anton († 1994), die Tochter von Captain George Anton. Die Ehe blieb kinderlos.
Balfour starb im Juni 2003 im Alter von 77 Jahren nach langer Krankheit. Seinen Titel erbte sein Neffe dritten Grades Roderick Balfour als 5. Earl of Balfour.